# Hostal Vell
L'Hostal Vell és un edifici del municipi de Torà, a la comarca del Solsonès. És un monument protegit i inventariat dins el Patrimoni Arquitectònic Català

## Descripció

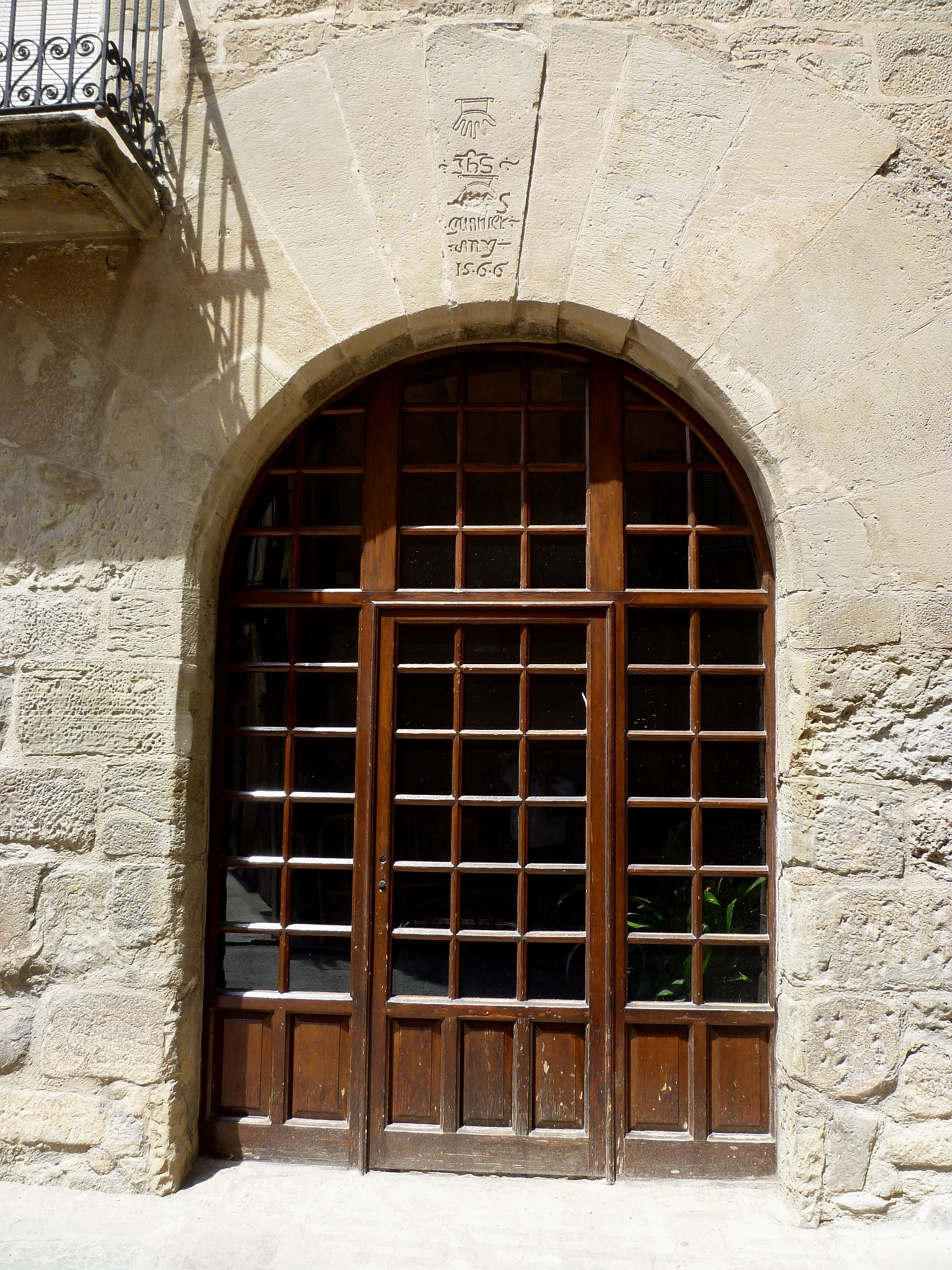
Portal de l'extrem dret

Casalot de pedra renaixentista molt reformat durant el s. XVIII. És un edifici de pedra de tres plantes amb planta rectangular que fa cantonada amb el C/ de les Eres. A la planta baixa trobem tres portes grans rectangulars i una a l'extrem dret dovellada amb unes inscripcions epigràfiques molt curioses a la clau i la data "1566". La primera planta presenta tres portes balconeres amb llinda i balcó amb barana de forja, i una quarta que ha estat tapiat. Al pis superior hi ha quatre finestres quadrangulars senzilles i una en un dels extrems decorada amb motllura i ampit, damunt de la porta dovellada. La façana lateral presenta una finestra d'arc de mig punt partida a la planta baixa, una finestra i un balcó rectangulars al primer pis i dalt de tot una estructura nova que forma un cos afegit. Un cartell de fusta a la façana ens indica que aquest edifici és "LA TORANESA CAFÈ-BAR 1566".